# Wincenty Pol

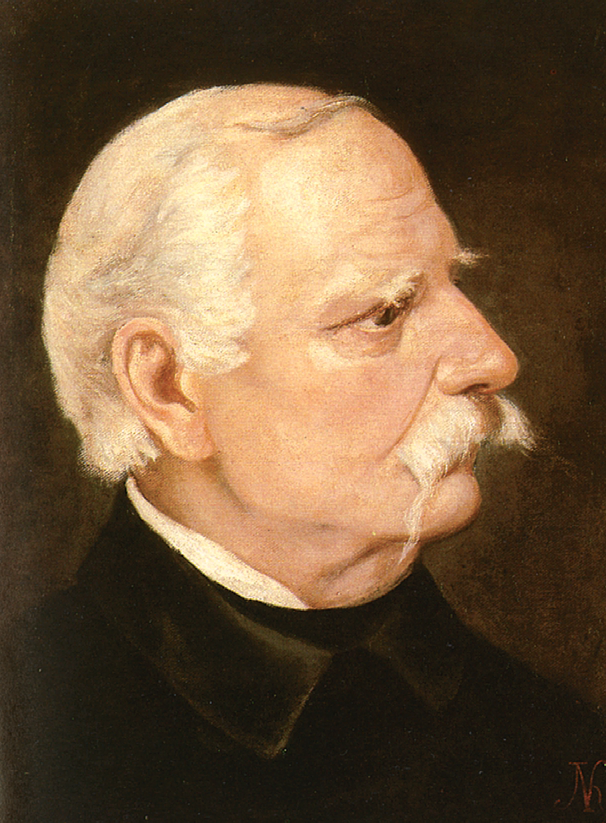
Wincenty Pol

Wincenty Pol (deutsch Vinzenz Xaver Ferrarius Poll) (* 20. April 1807 in Lublin; † 2. Dezember 1872 in Krakau) war ein polnischer Schriftsteller, Geograph und Ethnograph.

## Leben
Wincenty Pol wurde als Sohn des Deutschen Franz Xaver Poll von Pollenburg und der französischstämmigen Eleonore Longchamps de Berier geboren. Er besuchte das Gymnasium in Lemberg und das Jesuitenkolleg in Tarnopol. Von 1824 bis 1827 studierte er Philosophie an der Universität Lemberg. Ab 1828 unterrichtete er Deutsch an der Universität Wilna. Hier veröffentlichte er eine erste Volksliedsammlung unter dem Titel Pieśni gminne.
Der Novemberaufstand 1830 beendete Pols akademische Laufbahn. Er beteiligte sich an dem Aufstand als  Leutnant im Regiment der Litauischen Ulanen und wurde mit dem Orden Virtuti Militari ausgezeichnet. Nach dem Zusammenbruch des Aufstandes in Litauen emigrierte Pol und lebte in Leipzig, Königsberg und Dresden, wo er 1832 Adam Mickiewicz und Antoni Edward Odyniec kennenlernte. Mit General Józef Bem ging er dann nach Posen und später nach Lemberg. 
In den späteren 1830er Jahren widmete sich Pol als Geograph und Ethnograph der Erforschung der Tatra. 1840 ließ er sich in Maryipole bei Biecz nieder. Obwohl er sich weiterhin für die Unabhängigkeit Polens einsetzte, beteiligte er sich nicht am Krakauer Aufstand 1846. Auf der Flucht vor den Unruhen in Galizien wurde er von Bauern angegriffen und verwundet und verbrachte mehrere Monate im Gefängnis in Jasło und Lemberg.
1849 wurde Pol Professor für Geographie an der Jagiellonen-Universität in Krakau, wo er bis zu seiner Entlassung 1853 (wegen des Verdachts der Illoyalität gegenüber dem Staat) unterrichtete. Er unternahm in dieser Zeit auch Forschungsreisen in die Tatra und die Beskiden. Nach seiner Entlassung lebte er als Gast bei Freunden und Verwandten, veröffentlichte Publikationen und hielt Vorlesungen in Krakau und Lemberg. 1868 erblindete er. Seine letzten Lebensjahre verbrachte er in Krakau. 1870 sprach ihm das galizische Parlament eine lebenslange Rente zu. In seinem Todesjahr wurde er Mitglied der Akademie der Wissenschaften von Krakau.

## Werke
- Volkslieder der Polen. Gesammelt und übersetzt von W. P. (d. i. Wincenty Pol), Weidmannsche Buchhandlung, Leipzig 1833
- Pieśni Janusza, Paris 1833
- Pieśń o ziemi naszej, 1835
- Pamiętniki J. Pana Benedykta Winnickiego, 1853–55
- Mohort, 1854
- Z podróży po burzy, 1866